# Jean-Claude Van Cauwenberghe

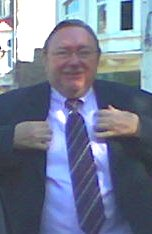
Jean-Claude Van Cauwenberghe, 2005.

Jean-Claude Van Cauwenberghe (* 28. April 1944 in Charleroi), manchmal Van Cau abgekürzt, ist ein ehemaliger belgischer Politiker der Parti Socialiste (PS). Er war von 1983 bis 2000 Oberbürgermeister von Charleroi und im Anschluss von 2000 bis 2005 Ministerpräsident der Wallonischen Region. Van Cauwenberghe wurde im Zuge der sogenannten „Carolorégienne-Affäre“ vorgeworfen, Einfluss bei der Veruntreuung von öffentlichen Geldern in Charleroi ausgeübt zu haben. Obwohl er nie gerichtlich belangt wurde, trat er am 30. September 2005 auf Druck der öffentlichen Meinung von seinem Amt als Ministerpräsident zurück.

## Lebenslauf
Jean-Claude Van Cauwenberghe ist der Sohn von André Van Cauwenberghe, der als Politiker bei der Parti Socialiste Karriere machte und unter anderem von 1965 bis 1966 Staatssekretär unter der Regierung von Pierre Harmel war. Seine Mutter war Krankenschwester. Jean-Claude Van Cauwenberghe selbst studierte an der Université Libre de Bruxelles (ULB), wo er als Doktor der Rechtswissenschaften promovierte.
Van Cauwenberghe ist Witwer und Vater von zwei Kindern. Sein Sohn Philippe Van Cauwenberghe ist ebenfalls bei der PS politisch aktiv und ist Gemeinderatsmitglied in Charleroi.

## Politische Laufbahn
Seine politische Laufbahn begann Van Cauwenberghe bei den „Jeunes Socialistes“ (ähnlich den Jusos in Deutschland), deren nationaler Präsident er 1965 wurde. Noch während seiner Studentenzeit arbeitete er im Kabinett des damaligen Innenministers Lucien Harmegnies (PSB). Dieser war im besonders im „Mouvement populaire wallon“ (wallonische Volksbewegung) aktiv, einer politischen Vereinigung der Wallonischen Bewegung.
Im Jahre 1977 wurde Jean-Claude Van Cauwenberghe zum Abgeordneten gewählt, doch legte er sein Mandat 1983 ab, um Bürgermeister der Stadt Charleroi zu werden. Dieses Amt hatte er offiziell bis zum Jahr 2000 inne. Nach den Regionalwahlen von 1995 wurde er auf Ebene der Wallonischen Region und der Französischen Gemeinschaft zum Haushalts- und Finanzminister ernannt.
Nach den Wahlen von 1999 trat er zuerst ebenfalls das Amt des Haushaltsministers und des Ministers für öffentliche Arbeiten in der Wallonischen Region an, doch nachdem sich Elio Di Rupo (PS) im Jahr 2000 entschlossen hatte, sein Amt als Bürgermeister von Mons wahrzunehmen, ersetzte Van Cauwenberghe ihn an der Spitze der wallonischen Regierung und wurde Ministerpräsident der Wallonischen Region.
Nach den Regionalwahlen von 2004 war Van Cauwenberghe bereits zu seiner zweiten Amtszeit als Ministerpräsident angetreten, doch im September 2005 brachte der Lokalpolitiker aus Charleroi Olivier Chastel (MR) die sogenannte „Carolorégienne-Affäre“ ins Rollen. Dabei handelte es sich hierbei um eine massive Veruntreuung von öffentlichen Geldern, unter anderem bei der Vergabe von öffentlichen Aufträgen für die soziale Wohnungsbaugesellschaft „La Carolorégienne“. Die Verwalter dieser Wohnungsbaugesellschaft, André Liesse und Claude Despiegeleer, waren zu diesem Zeitpunkt ebenfalls Schöffen der Gemeinde Charleroi und Mitglied der PS, die im Stadtrat von Charleroi seit 1977 eine absolute Mehrheit besaß. Aufgrund der engen Freundschaft zwischen Van Cauwenberghe und den beiden Schöffen und einer Anzahl von aufgedeckten Vergehen, die während der Amtszeit von Van Cauwenberghe als Bürgermeister von Charleroi stattgefunden hatten, musste sich Jean-Claude Van Cauwenberghe dem Druck der öffentlichen Meinung und der Medien beugen: Er reichte am 30. September 2005 seinen Rücktritt als wallonischer Ministerpräsident ein.

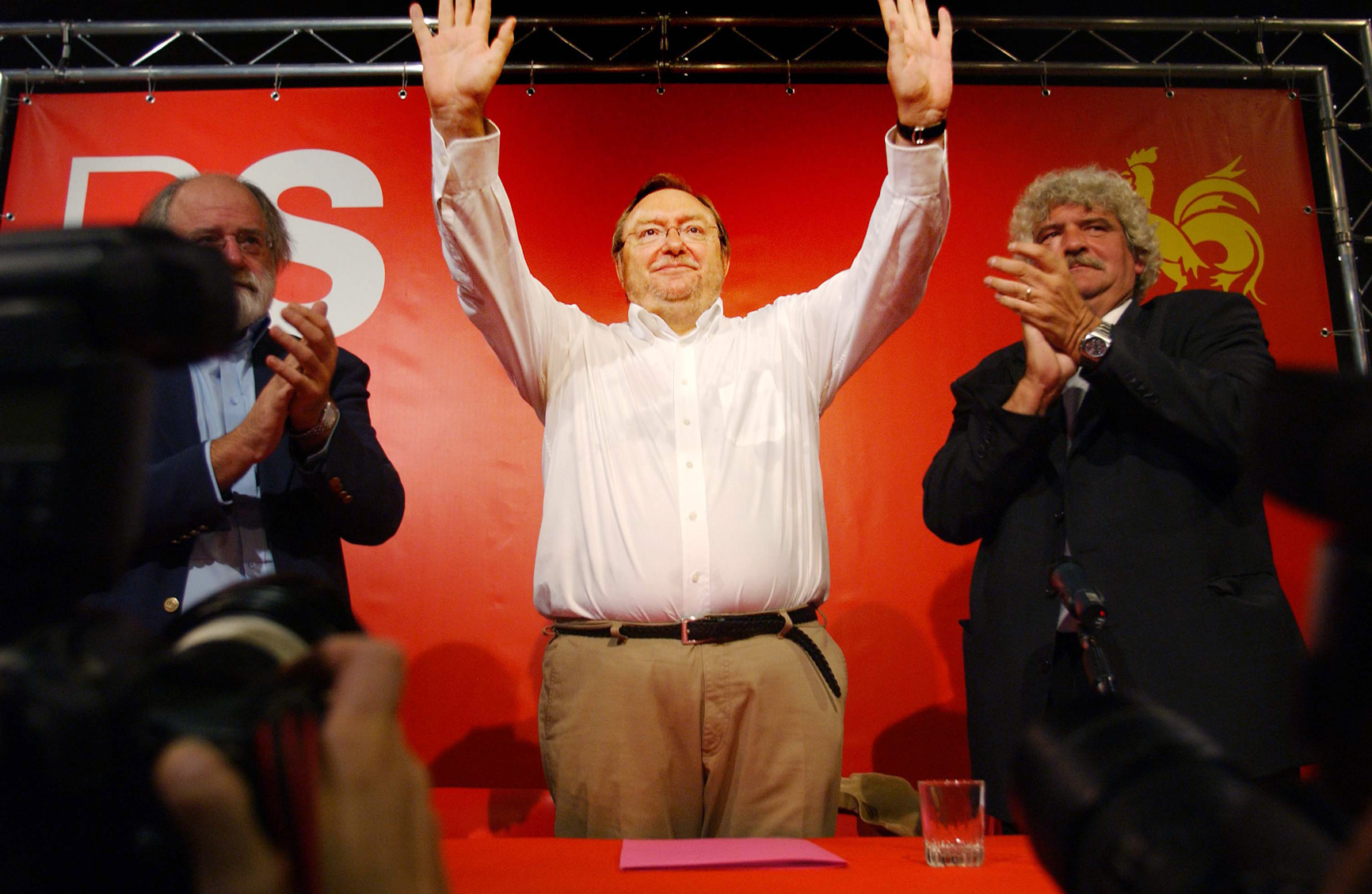
Jean-Claude Van Cauwenberghe auf einem Kongress des örtlichen PS-Verbandes in Fleurus

Infolgedessen war Van Cauwenberghe weiterhin als einfacher Regionalabgeordneter, als Stadtabgeordneter in Charleroi und als Vorsitzender des sozialistischen Regionalverbands (USC) in Charleroi aktiv. Doch immer wieder neue Affären in Charleroi wurden in den Jahren 2006 bis 2007 aufgedeckt, wobei Van Cauwenberghe, selbst nachdem es eine polizeiliche Hausdurchsuchung bei ihm gab, nie gerichtlich angeklagt wurde. So ließ er verlauten: „Accusé de tout, mais inculpé de rien“ (immer beschuldigt, nie angeklagt). Es wurde jedoch von politischer Einflussnahme, wie bei der „Immo Congo-Affäre“, und von einem regelrechten „System Van Cau“ in Charleroi gesprochen. Van Cauwenberghe gehörte auch zu den Parlamentariern, die mit dem Präsidenten des Wallonischen Parlamentes José Happart im April 2009 auf Geschäftsreise nach Kalifornien geflogen waren; diese Reise war besonders im Kontext der globalen Wirtschaftskrise negativ in den Medien und bei der Bevölkerung aufgefallen.
Der Druck der öffentlichen Meinung hielt an, und so wurde Van Cauwenberghe im Jahre 2007 aus dem nationalen Büro der Parti Socialiste, in dem er seit den 70er Jahren vertreten war, ausgeschlossen und konnte nicht für die Regionalwahlen von 2009 auf den Listen der PS antreten. Seitdem ist Van Cauwenberghe allmählich aus dem öffentlichen Leben verschwunden.
Am 3. Mai 2010 wurde bekannt, dass Anklage gegen Van Cauwenberghe wegen passiver Korruption erhoben wurde. Ihm wurde vorgeworfen, er habe persönliche Freunde bei der Vergabe von öffentlichen Aufträgen bevorzugt. Van Cauwenberghe bestritt dies. Im Verfolg der verschiedenen gegen ihn gerichteten Justizverfahren wurde er schließlich aufgrund mangelnder Beweise jeweils für unschuldig erklärt.

## Übersicht der politischen Ämter
- 1977–1983: Mitglied der belgischen Abgeordnetenkammer (und dadurch auch des Wallonischen Parlaments und des Parlaments der Französischen Gemeinschaft)
- 1983–2000: Bürgermeister von Charleroi (teilweise verhindert)
- 1995–2009: Mitglied des Wallonischen Parlaments (teilweise verhindert)
- 1995–1999: Minister der Wallonischen Region, zuständig für Haushalt, Finanzen, Beschäftigung und Ausbildung; Minister der Französischen Gemeinschaft, zuständig für Haushalt, Finanzen und öffentliche Ämter
- 1999–2000: Minister der Wallonischen Region, zuständig für Haushalt, Ausrüstung und öffentliche Arbeiten
- 2000–2005: Ministerpräsident der Wallonischen Region
- 2000–2006: Gemeinderatsmitglied von Charleroi